# Axinia Schönfeld
Axinia Schönfeld (* in Berlin) ist eine deutsche Jazzmusikerin (Gesang, Piano) und evangelische Geistliche.

## Leben und Wirken
Schönfeld ist die Tochter der Chansonsängerin „Gipsy“ und des Jazzmusikers Friedhelm Schönfeld. Sie wuchs ab 1983 in Toronto auf, bevor sie 1985 mit ihren Eltern nach Westberlin zurückkehrte. Als Kind erhielt sie klassischen Klavierunterricht und besuchte mehrere Musikschulen. Später studierte sie Gesang, Klavier und Komposition in Toronto und Berlin.
Als Lead-Sängerin des Dancefloor-Projektes Slam erreichte Schönfeld mit Back to Music die europäischen Charts  (gleichnamiges Album 1994). Sie arbeitete in unterschiedlichen Formationen mit Musikern wie Chris Walden, Malcolm Luker, Neil Stubenhaus, Walter Norris, Reinhold Heil, Udo Arndt, Curt Cress, dem Deutschen Filmorchester Babelsberg  und ihrem Vater. Zwischen 2007 und 2014 studierte sie Theologie an der Humboldt-Universität Berlin und am Predigerseminar Wittenberg sowie im Doppelstudium Anglistik/Amerikanistik und Klassische Philologie (Latein/Altgriechisch).
Ab 2014 war Schönfeld Vikarin in der Heilig Kreuz-Passions-Kirchengemeinde in Berlin-Kreuzberg, ab 2017 Pfarrerin in der Kirchengemeinde Tiergarten und als Referentin der Generalsuperintendentin von Berlin Ulrike Trautwein tätig. Seit März 2019 ist sie Pfarrerin der evangelischen Zuflucht-und-Jeremia-Kirchengemeinde in Berlin-Spandau. Auch als Theologin gab sie Konzerte in Kirchen (etwa in der Heilig-Kreuz-Kirche, Kaiser-Wilhelm-Gedächtniskirche, Kaiser-Friedrich-Gedächtniskirche oder American Church).

## Diskographie
- Friedhelm & Axinia Schönfeld: Balladen (1999)
- Ich sah was Keiner sah (duo-phon records 2004)
- When We Make Love (ITM 2008)